# 멍뭉이
멍뭉이(My Heart Puppy 또는 My Puppy)는 대한민국에서 제작된 김주환 감독의 2022년 드라마 영화이다. 유연석 등이 주연으로 출연하였다.

## 출연

### 주연
- 유연석
- 차태현

### 조연
- 정인선
- 박윤호
- 구하리
- 강신일
- 박진주
- 우도환
- 정의순
- 태원석
- 정지훈
- 김지영
- 류수영
- 이호정
- 김유정